# 田中聡子
田中 聡子（たなか さとこ、現・竹宇治聡子(たけうじ さとこ)、1942年2月3日 - ）は、日本の元競泳選手でのちにコーチ。1960年ローマオリンピック女子100m背泳ぎ銅メダリスト。長崎県佐世保市生まれ、熊本県上益城郡育ち。

## 人物
嘉島町立嘉島中学校・筑紫女学園高等学校を経て八幡製鐵所に入社。
1959年から1963年までおよそ4年間に渡り女子200m背泳ぎの世界記録を更新し続けたが、当時のオリンピックにおける競泳では女子200m背泳ぎは正式種目ではなかった（正式種目となったのは1968年メキシコシティーオリンピックから）。このため、100m背泳ぎでの出場を余儀なくされたが、ローマ五輪で銅メダルを獲得し、日本では前畑秀子以来二人目の女子競泳メダリストとなった。1964年東京オリンピックでは4位で、連続メダルはならなかった。
1963年、第13回、日本スポーツ賞を受賞。
引退後に八幡製鐵の同僚と結婚し、竹宇治姓となる。引退後も水泳の指導などに当たっている。
1991年、国際水泳殿堂に表彰された。

## テレビ出演
- クイズ☆タレント名鑑（2011年7月10日、TBS）

## 書籍
- 水泳教室―君も名選手になれる（竹宇治聡子著、成美堂出版、1990年）ISBN 9784415012087
- ぜんそくなんかふっ飛ばせ（竹宇治聡子著、講談社、1990年）ISBN 9784062049856
- 水泳教室（竹宇治聡子著、成美堂出版、1994年）ISBN 9784415012919
- メダリスト―水の女王 田中聡子の半生（毎日新聞社、1989年）ISBN 9784620306711